# Palmarès del Santos Futebol Clube
Il Santos Futebol Clube, noto anche come Santos, è una società calcistica brasiliana con sede a Santos, nello stato di San Paolo.
Fondata nel 1912, il club ha vinto il suo primo titolo nel 1935. Il periodo di maggior successo è databile intorno agli anni sessanta quando conquistò, tra le altre, due Coppe Libertadores (nel 1962 e nel 1963) e altrettante Coppe Intercontinentali (sempre nel 1962 e nel 1963) oltre a una Supercoppa dei Campioni Intercontinentali (nel 1968).

## Competizioni statali
- Campionato paulista: 22

1935, 1955, 1956, 1958, 1960, 1961, 1962, 1964, 1965, 1967, 1968, 1969, 1973, 1978, 1984, 2006, 2007, 2010, 2011, 2012, 2015, 2016
- Torneo di Rio-San Paolo: 5 (record)

1959, 1963, 1964, 1966, 1997
- Coppa FPF: 1

2004

## Competizioni nazionali
- Campionato brasiliano: 8

1961, 1962, 1963, 1964, 1965, 1968, 2002, 2004
- Coppa del Brasile: 1

2010
- Campeonato Brasileiro Série B: 1

2024

## Competizioni internazionali
- Coppa Libertadores: 3  (record brasiliano a pari merito con il San Paolo ed il Grêmio)

1962, 1963, 2011
- Coppa Intercontinentale: 2  (record brasiliano a pari merito con il San Paolo)

1962, 1963
- Recopa Sudamericana: 1

2012
- Coppa CONMEBOL: 1

1998
- Supercoppa dei Campioni Intercontinentali: 1 (record condiviso con il Peñarol)

1968

## Competizioni giovanili
- Copa São Paulo de Futebol Júnior: 3

1984, 2013, 2014
- Copa do Brasil Sub-20: 1

2013

## Competizioni amichevoli
- Kirin Cup: 1

1985

## Altri piazzamenti
- Campionato brasiliano:

Secondo posto: 1959, 1966, 1983, 1995, 2003, 2007,  2016, 2019
Terzo posto: 2017
- Coppa del Brasile:

Finalista: 2015
Semifinalista: 1998, 2000, 2014
- Campionato paulista:

Secondo posto/Finalista: 1948, 1959, 2000, 2009, 2014, 2024
Terzo posto: 1931, 1950, 1954, 1963, 1966, 1972, 1997, 2005
Semifinalista: 1983, 1986, 1987, 1999, 2001, 2004, 2013, 2018, 2019
- Torneo Rio-San Paolo:

Secondo posto: 1999
- Coppa Libertadores:

Finalista: 2003, 2020
Semifinalista: 1964, 1965, 2007, 2012
- Supercoppa Sudamericana:

Semifinalista: 1996
- Coppa del mondo per club FIFA:

Finalista: 2011